# Список русских названий златок
Семейство Златки (лат. Buprestidae):
1. Acmaeodera Eschscholtz
  1. Златка гороховая (Acmaeodera cuprinula Redtenbacher)
2. Agrante Gistel
  1. Златка сосновая ребристая (Agrante moesta Fabricius)
3. Узкозлатки (Agrilus Curtis), Узкотелые златки
  1. Узкотелая златка дубовая вершинная (Agrilus angustulus Illiger)
  2. Узкотелая златка осиновая (Agrilus ater Linnaeus) [шестипятнистая]
  3. Узкотелая златка ивовая (Agrilus aurichalceus Redtenbacher)
  4. Узкотелая златка ильмовая (Agrilus auricollis Kiesewetter)
  5. Узкотелая златка березовая (Agrilus betuleti Ratzeburg)
  6. Узкотелая златка двупятнистая (Agrilus biguttatus Fabricius) [двухточечная, комлевая]
  7. Узкотелая златка двухполосая (Agrilus bilineatus Weber)
  8. Узкотелая златка смородинная (Agrilus chrysoderes Abeille)[1]
  9. Узкозлатка розанная (Agrilus cupresceus Mequignon)[1]
  10. Узкотелая златка синяя (Agrilus cyaneus Rossi)
  11. Узкозлатка виноградная (Agrilus derasofasciatus Lacordaire)
  12. Узкотелая златка удлинённая (Agrilus elongatus Herbst)
  13. Узкотелая златка дубовая (Agrilus graminis Castelnau et Gory)
  14. Узкотелая златка (Agrilus hastulifer Ratzeburg)
  15. Узкотелая златка зверобойная (Agrilus hyperici (Creutzer))
  16. Узкотелая златка волчеягодниковая (Agrilus integerrimus Ratzeburg)
  17. Узкотелая златка шелюговая (Agrilus macroderus Abeille)
  18. Узкотелая златка дубовая малая (Agrilus obscuricollis Kiesewetter)
  19. Узкотелая златка грабовая (Agrilus olivicolor Kiesewetter)
  20. Узкотелая златка тополевая (Agrilus roberti Chevrolet)
  21. Узкотелая златка грушевая (Agrilus sinuatus Olivier)
  22. Узкотелая златка осиновая вершинная (Agrilus subauratus Gebler)
  23. Златка дубовая удлиненная (Agrilus sulcicollis Lacordaire)
  24. Узкотелая златка зеленая (Agrilus viridis Linnaeus)
4. Златки хвойные (Ancylocheira Eschscholtz)
  1. Златка пятнистая (Ancylocheira novemmaculata Linnaeus) [девятиточечная хвойная]
  2. Златка восьмипятнистая хвойная (Ancylocheira octoguttata Linnaeus)
  3. Златка хвойная сибирская (бронзовая) (Ancylocheira sibirica Fleischhauer)
  4. Златка хвойная таежная (Ancylocheira strigosa Gebler)
5. Anthaxia Eschscholtz
  1. Златка арчовая (Anthaxia conradi Semenov)
  2. Златка Плавильщикова (Anthaxia plaviltshikovi Obenberger)
  3. Златка черноточечная хвойная (Anthaxia quadripunctata Linnaeus), антаксия четырёхточечная
6. Златки (род) (Buprestis Linnaeus)
  1. Златка большая сосновая (Buprestis mariana Linnaeus)
7. Чернозлатки (Capnodis Eschscholtz)
  1. Златка миндальная черная (Capnodis henningi Faldermann)
  2. Златка большая (Capnodis muliaris Klug) [тополевая чёрная]
  3. Златка дымчатая плодовая (Capnodis tenebricosa Olson)
  4. Златка обыкновенная черная (Capnodis tenebrionis Linnaeus)
8. Chalcophora Linnaeus
  1. Златка-медянка большая (Chalcophora mariana Linnaeus)
9. Chrysobothris Eschscholtz
  1. Златка дубовая (Chrysobothris affinis Fabricius) [бронзовая, плодовая]
  2. Златка золотисто-яичная (Chrysobothris chrysostigma Linnaeus) [бронзовая ребристая]
  3. Златка сосновая бронзовая (Chrysobothris solieri Castelnau et Gory)
10. Coroebus Castelnau et Gory
  1. Златка дубовая (Coroebus bifasciatus Fabricius)
  2. Златка земляничная (Coroebus datus Gmelin)
  3. Узкотелая златка полосатая (Coroebus fasdatus Villiers) [двухполосая дубовая]
  4. Узкотелая златка ежевичная (Coroebus rubi Linnaeus)
  5. Златка волнистая (Coroebus undatus Fabricius), узкотелая златка
11. Cratomerus Solsky
  1. Златка изумрудная (Cratomerus fariniger Kraatz)
  2. Златка венгерская (Cratomerus hungaricus Scope)
12. Cyphosoma Mannerheim
  1. Златка татарская гребенщиковая (Cyphosoma tataricum Pallas)
13. Cypriacis Casey
  1. Златка блестящая хвойная (Cypriacis splendens Fabricius)
14. (Златки-)дицерки (Dicerca Eschscholtz)
  1. Златка бронзовая (Dicerca aenea Linnaeus)
  2. Златка ольховая (Dicerca alni Fischer)
  3. Златка-дицерка кавказская (Dicerca chlorostigma Mannerheim)
  4. Златка-дицерка ореховая (Dicerca obtusa Kirby)
15. Златки блестящие (Eurythyrea Lacordaire)
  1. Златка блестящая тополевая (Eurythyrea aurata Pallas)
  2. Златка блестящая приморская (Eurythyrea eoa Semenov)
16. Julodis Eschscholtz
  1. Златка бухарская (Julodis bucharica Semenov)
  2. Златка евфратская почвенная (Julodis iris Castelnau et Gory)
  3. Златка изменчивая (Julodis variolaris Pallas) [пустынная почвенная]
17. Kisanthobia Roberts
  1. Златка средиземноморская дубовая (Kisanthobia ariasi Roberts)
18. Златки радужные (Lampra Solsky)
  1. Златка радужная прелестная (Lampra bella Castelnau et Gory)
  2. Златка вязовая (Lampra decipiens Gebler) [радужная березовая]
  3. Златка радужная Суворова (Lampra suvorovi Obenberger)
  4. Златка радужная приморская (Lampra virgata Motschulski), златка радужная пёстрая
19. Melanophila Eschscholtz
  1. Златка пожарная (Melanophila acuminata De Geer)
  2. Златка сосновая синяя (Melanophila cyanea Fabricius)
  3. Златка тополевая западная (Melanophila decastigma Fabricius)
  4. Златка пятнистая (Melanophila picta Pallas) [тополевая восточная]
20. Nalanda Saunders
  1. Златка двухцветная (Nalanda villersi Saunders)
21. Златки бронзовые плодовые (Perotis Spinola)
  1. Златка молочайная (Perotis cuprecta Klug)
22. Phaenops LeConte
  1. Златка пожарищ синяя (Phaenops cyanea Fabricius), златка сосновая
  2. Златка лиственничная шестипятнистая (Phaenops guttulata Gebien)
23. Poecilonota Eschscholtz
  1. Златка изменчивая осиновая (Poecilonota variolosa Paykull), златка пятнистая тополевая
24. Pseudocastalia Gmelin
  1. Златка египетская (Pseudocastalia aegyptica Gmelin)
25. Ptosima Solsky
  1. Златка цельногрудая одиннадцатипятнистая (Ptosima undecimmaculata Herbst)
26. Златки корневые (Sphenoptera Solsky)
  1. Златка армянская (Sphenoptera anthaxoides Reitter)
  2. Златка люцерновая (Sphenoptera montana Jakovlev)
27. Trachys Fabricius
  1. Златка ивовая минирующая (Trachys minuta Linnaeus)